# Kapriole (Reiten)

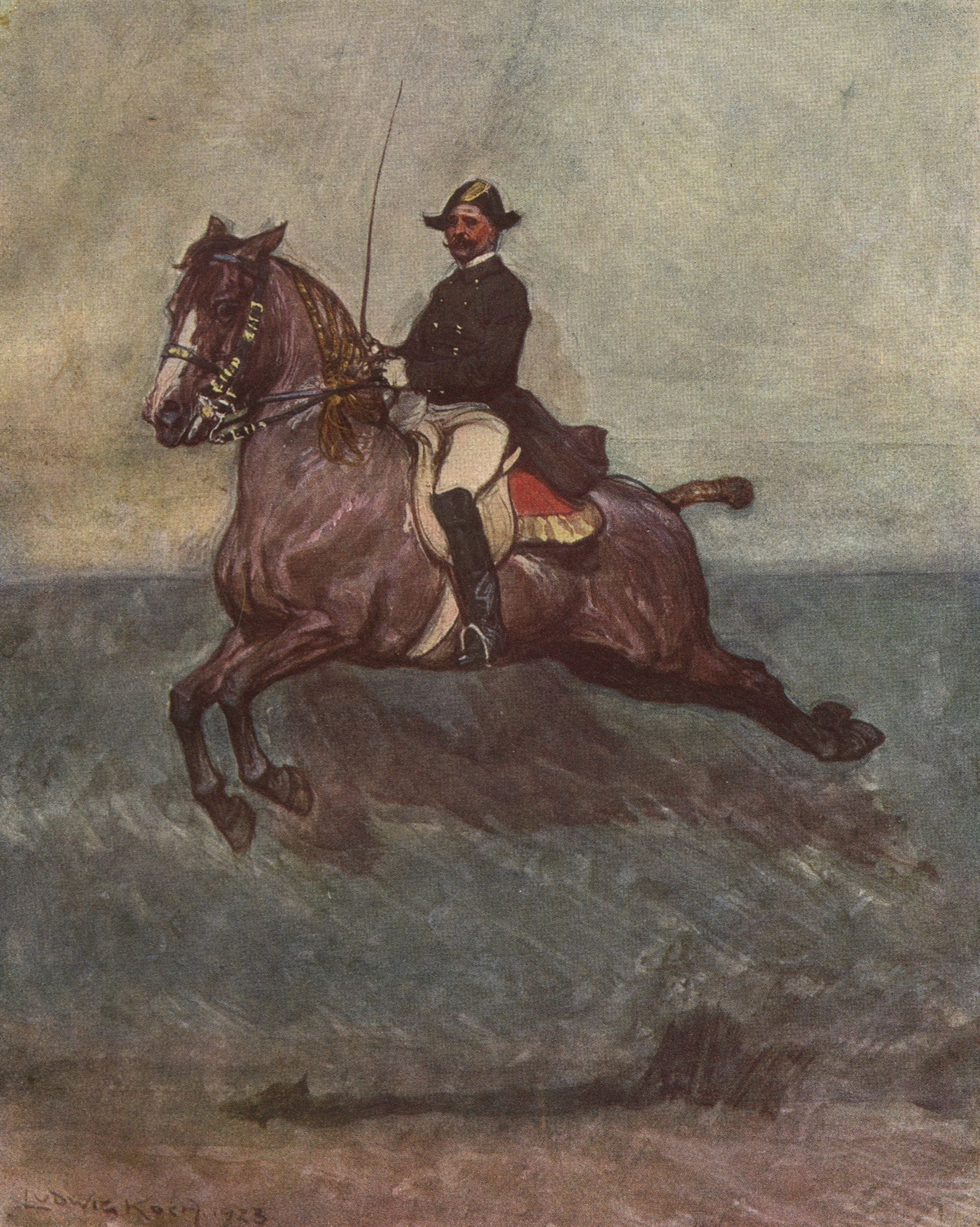
Kapriole von Ludwig Koch gemalt

Die Kapriole (von ital. capriola = Bocksprung) ist eine Übung der klassischen Reitkunst, bei der das Pferd hoch genug nach vorne oben in die Luft springt, um am höchsten Punkt seiner Flugbahn mit den Hinterbeinen auszuschlagen und danach wieder sicher landen zu können.

„Die Capriole ist der höchste und vollkommenste von allen Sprüngen. Wenn das Pferd mit Vor- und Hinterhand gleich hoch in der Luft ist, so streicht es stark hinten aus, und die Hinterschenkel sind in diesem Augenblick nahe beisammen und es streckt sie viel als möglich aus.“

Die Kapriole ist die Veredlung des Auskeilens aus dem natürlichen Kampfverhalten der Pferde. Sie war in nicht näher beschriebener Form bereits zu Xenophons Zeiten im antiken Griechenland (um 400 v. Chr.) in der Kriegsreiterei bekannt, denn er spricht in diesem Zusammenhang von:

„…einem Pferd, das freiwillig steigt und lebhaft ist.“

Die Meinung, dass hiermit eine kapriolenartige Bewegung gemeint war, vertritt auch Bertold Schirg.

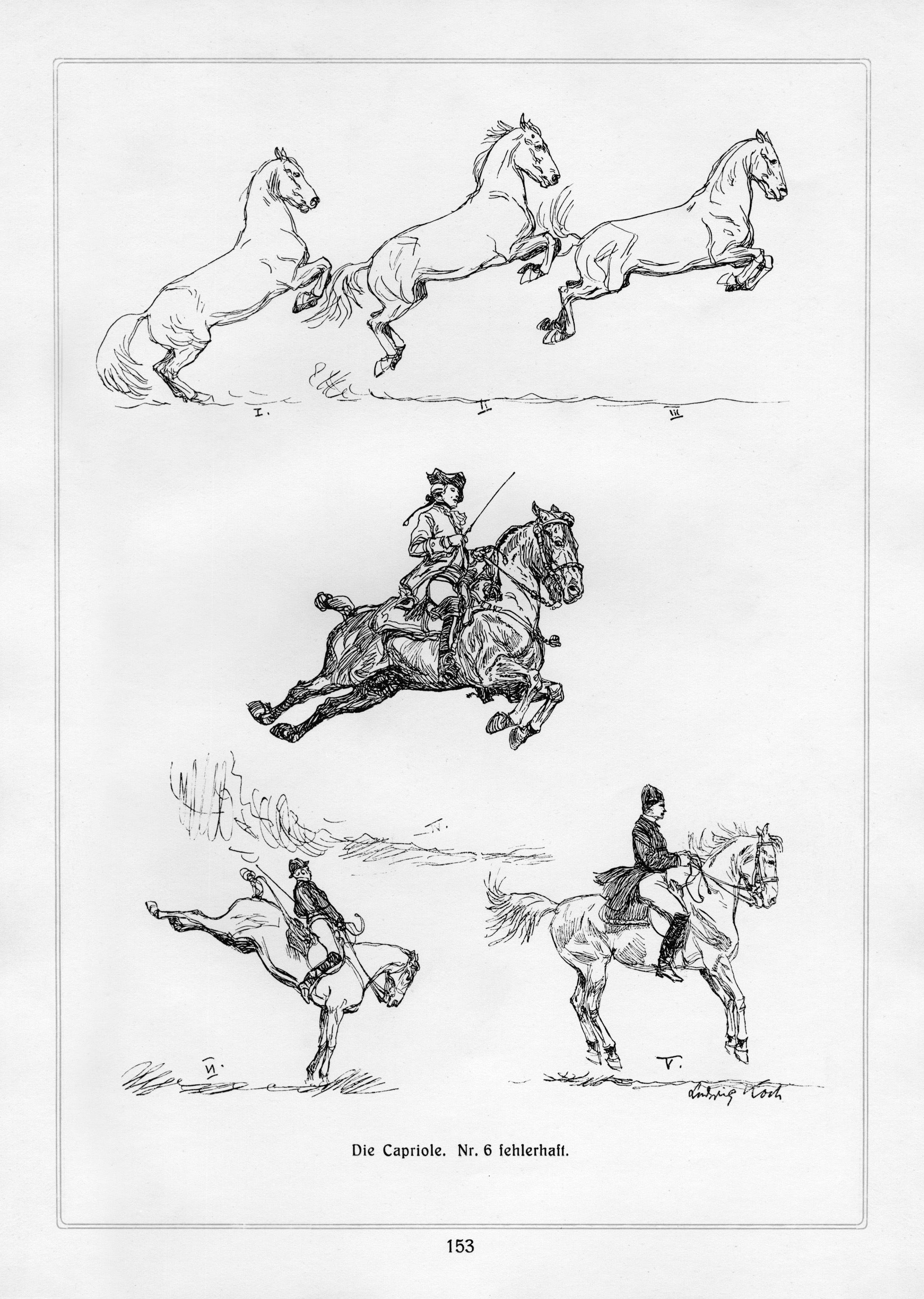
Kapriole von Ludwig Koch gezeichnet

Die Kapriole in ihrer Verwendung als Verteidigungssprung im Krieg wird erstmals bildlich in einer Bilderhandschrift aus dem späten 15. Jahrhundert dargestellt. Die Kapriole zählt zu den Schulen über der Erde der klassischen Reitkunst. Diese werden unterschieden in Erhebungen (Levade und Pesade) und Schulsprünge (Croupade, Ballotade, Kapriole, Wiener Courbette).
Griso unterscheidet zwei Arten der Kapriole: den Widdersprung (Pferd springt senkrecht nach oben, keilt gen Boden aus und landet auf allen vieren) und den Bocksprung (Pferd springt nach vorne oben und keilt aus und landet mit den Vorderhufen zuerst). Letzteren favorisiert er wie später auch Löhneysen.

„Ein Widdersprung ist ein hoher harter Sprung, und du willst, dass es im selbigen Widdersprung gleich stehe; ists dermaßen zu halten, dass man sich des aufschießenden Sprungs gebrauche, der für sich selbst kaum Vorsprung oder Zulauf habe, sondern gleich von der Erden über sich in die Höhe, wie ein Widder mit allen vieren erhebt. … 

Darum in dem Bocksprung gibt sich das Roß etwas für sich, fällt nicht daher, wo es sich aufgehoben mit Springen, fällt auch nicht mit allen vieren zugleich auf die Erden wie im Widdersprung, sondern mit den vorderen zuvorn und hernach mit den hinteren. …

Zudem ist auch der Unterschied im Schlagen in guter acht zu haben, denn der Bock tut seine Streich im Abfallen, wann er schier die Erden berühret. Aber der Widder vollbringt seine Streich im Aufspringen. …

Sollst derwegen acht habe auf die Bewegung dieser zwei Sprünge, nämlich des Bocks und Widders, die diese Sprüngen vollbringen. … Nämlich dass du dich auf höhest befleißest, dass das Rosse seinen Sprung wie die Böcke vollbringe.“

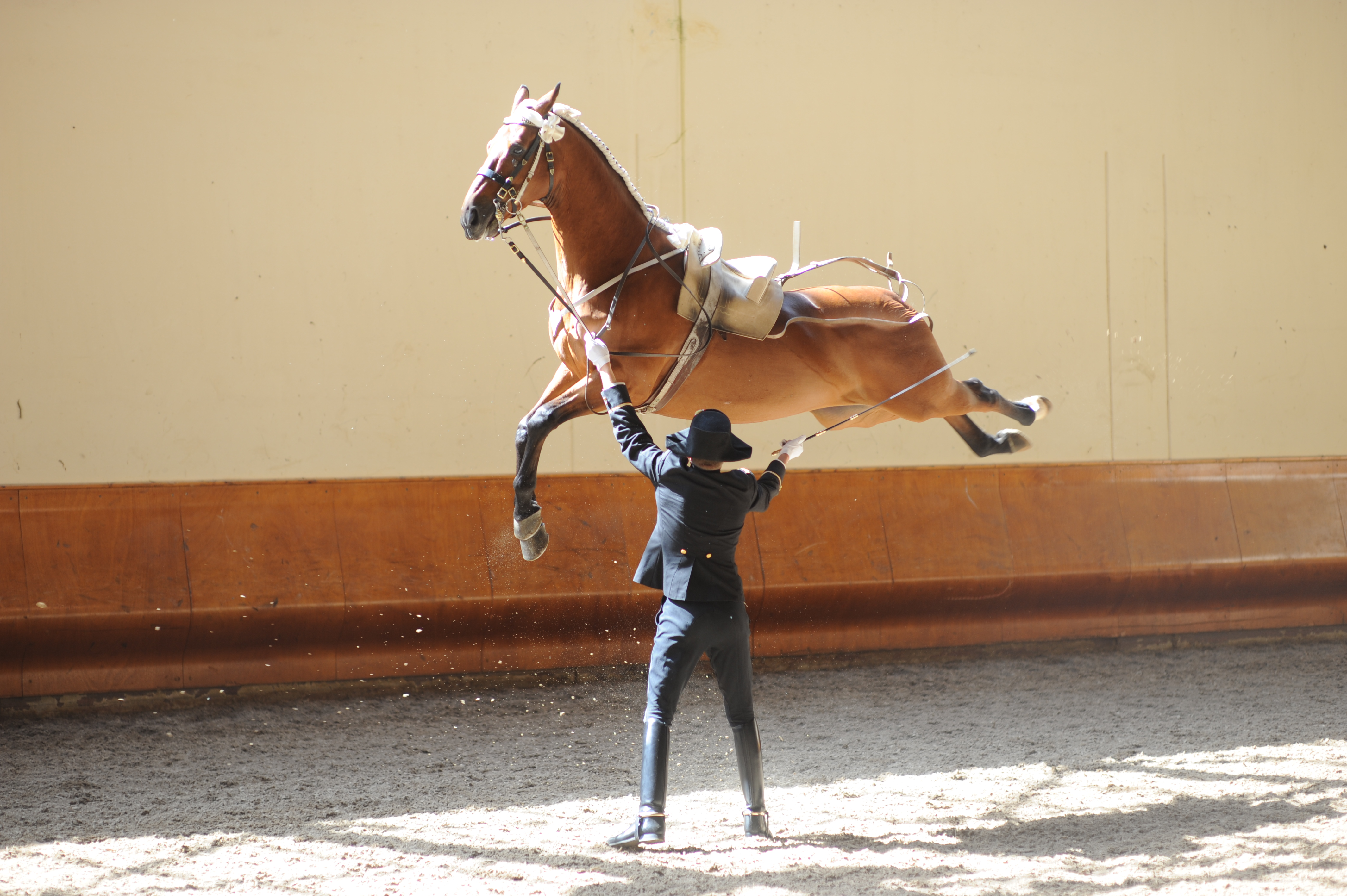
Cabriole à la main durch einen Reitmeister des Cadre Noir.

Die Kapriole wird zuerst an der Hand geschult, und später an der Hand und unter dem Reiter ausgeführt. Guérinière gibt dem Reiter wichtige Anweisungen, wie er sich im Sattel zu halten habe:

„Der Leib des Reiters darf den Bewegungen bei jedem Sprung nicht folgen, sondern muß sich stäte und so halten, dass die Bewegungen, die man macht, ebenso sehr zur Verschönerung seines Sitzes, als zur Hilfe des Pferdes zu gereichen scheinen.“

Als Vorübungen zeigt Pluvinel die „gestandene Kapriole“ (Pferd steht auf beiden Vorderbeinen und keilt mit beiden Hinterbeinen aus) sowie die Pesade (Pferd steht auf beiden Hinterbeinen und hebt beide Vorderbeine in die Luft).
Ziel war es, die Kapriolen in Serie zu springen. Machten die Pferde zwischen den Kapriolen einzelne Sprünge in stark verkürztem Galopp, so sprach man von „Schritt und Sprung“, auch Galopp gaillard genannt.

„Denn bei Schritt und Sprung kann das Pferd, während es den Schritt tut, neue Kräfte und Ausgeglichenheit erhalten; in der Capriolenschule aber sind die Sprünge fortdauernd, ohne Pause zwischen zweien, welche dem Pferd Gelegenheit gäbe, seine Kräfte wieder neu zu schöpfen.“

„Wenn die zu Capriolen abgerichteten Pferde abgenutzt zu werden anfangen, so nehmen sie von sich selbst zu ihrer Erleichterung eine Schule an, der man den Namen Schritt und Sprung gegeben hat, und die in drei Zeitpunkten gemacht wird. Der erste ist ein kurzer Galopp oder Tèrre à tèrre, den zweiten Zeitpunkt macht eine Courbette, und den dritten eine Capriole.“

Steinbrecht beschreibt Kapriolen sogar auf Volten und in Seitengängen, merkt aber an:

„Daß es unter Tausenden von Pferden wohl kaum eines geben wird, welches diesen Gipfel aller Dressur zu erreichen vermöchte.“